# Maurocenia frangula
Maurocenia frangula är en benvedsväxtart som beskrevs av Philip Miller. Maurocenia frangula ingår i släktet Maurocenia och familjen Celastraceae. Inga underarter finns listade.